# Wendy James
Wendy James (Londres, 21 de gener 1966) és una cantautora britànica, famosa per posar veu al grup Transvision Vamp.

## Biografia
Filla de mare noruega, fou adoptada de seguida que va néixer i va créixer a Portobello Road, va anar al sud d'Anglaterra on, en una formació va conèixer Nick Sayer, amb qui va formar el grup Transvision Vamp, que es va dissoldre el 1991.
Dos anys més tard va publicar el seu primer àlbum d'estudi en solitari, Now Ain't the Time for Your Tears, produït per Chris Kimsey i escrit íntegrament per Elvis Costello, que va arribar al número 43 de la llista d'àlbums oficials. Hi van destacar els senzills The Nameless One, London's Brilliant i Do You Know What I'm Saying? , que van assolir els números 34, 62 i 78 respectivament a la Llista Oficial de Singles . El 2004 va fundar un grup anomenat Racine, que va publicar dos discos abans de la seva dissolució el desembre de 2008.

## Discografia

### Àlbums d'estudi
- 1993 – Now Ain't the Time for Your Tears
- 2011 – Came Here to Blow Minds
- 2016 – The Price of the Ticket
- 2019 – Queen High Straight

### Singles
- 1993 - The Nameless One
- 1993 - London's Brilliant
- 1993 - Do You Know What I'm Saying?